# Chuck Lorre
Charles Michael Levine, conegut com a Chuck Lorre (Bethpage, Nova York, 18 d'octubre de 1952) és un escriptor, productor i guionista estatunidenc de sèries de comèdia.

## Biografia
Durant els últims vint anys, el guardonat creador, productor executiu i escriptor Chuck Lorre ha conquerit la indústria de l'entreteniment amb èxit programes com "Gràcia sota foc", "Dharma & Greg", "Roseanne" i "Cybill", així com el nombre 1 de comèdia a la televisió i guanyador de quatre anys Premi del Públic, "Two and a Half Men" i la sèrie de segon any "The Big Bang Theory". Un nadiu de Long Island, Lorre començar la seva carrera com a guitarrista / cantant, recorrent el país i escrivint diversos centenars de cançons pop que, com ell diu, "va ajudar a mantenir fora del gran moment" (top 40 hit de Debbie Harry "Francès Kissin 'als EUA ", sent l'única excepció). Després de més d'una dècada a la carretera, Lorre va decidir dirigir la seva atenció a la televisió. Va començar a escriure guions d'animació per DIC i Marvel Productions, així com l'escriptura i la producció dels temes i les qualificacions de tals sèries d'animació com "Teenage Mutant Ninja Turtles".
Una seqüència de comandaments d'horari estel·lar d'especificacions aviat va donar lloc a treball independent en la comèdia sindicat "Charles in Charge" i, finalment, a un treball personal en la comèdia de NBC "My Two Dads", protagonitzada per Paul Reiser. La gran oportunitat de Lorre va arribar el 1991, quan es va convertir en un productor supervisor a l'ABC / Carsey-Werner reeixida comèdia "Roseanne". Durant les properes dues temporades, durant el qual va ser pujat a co-productor executiu, Lorre va ajudar a portar l'espectacle a l'altura del seu gran èxit de crítica i popular, trencant una vaca sagrada després d'altres en el procés.
Des de llavors, Lorre ha dominat la televisió de la xarxa, mantenint sense ajuda de ningú la multicàmera comèdia visqui en la creació reeixida sèrie que generen una gran acceptació. Ell continua trencant rècords de televisió amb "Two and a Half Men", ja que és el número u fora de la xarxa de la comèdia d'embolics en la sindicació per a la temporada 2007-2008 entre Llars, que consistentment es classifica número u sobre una base setmanal * i és el de més ràpid El creixement d'un pis comèdia en la història de la sindicació ia la introducció de qualificacions de bescanvi en la temporada 1988-1989. Durant aquesta temporada, la retransmissió del xou ha lliurat a més espectadors que els episodis d'estrena de gairebé tots els altres sitcom. També és responsable de crear un brunzit en línia quan va establir la idea sense precedents per il·lustrar els seus pensaments per transmetre missatges d'una fracció de segon a la targeta de la vanitat, al final dels seus espectacles.
El gener de 2009, Lorre va iniciar l'Any Nou, quan va ser honrat amb el Premi Llegat Brandon Tartikoff NATPE per a l'exposició d'extraordinària passió, lideratge, independència i visió en el procés de creació de programes de televisió i en l'evocació de l'esperit de generositat de Brandon Tartikoff. Al febrer, Lorre es va presentar amb la televisió Showman de l'Any 2009 a la 46a Cerimònia Anual d'Associació de Publicistes ICG Awards, que reconeix als individus els èxits creatius reflectir les millors qualitats del que tradicionalment s'ha definit com la teatralitat. El març de 2009, Lorre va ser guardonat amb la seva estrella al Passeig de la Fama per la seva contribució de tota la vida tant de l'apreciació del públic i els companys que ha afegit una eternitat en la indústria de l'entreteniment. Lorre també serà presentat amb el Premi Humanitari David Angell en nom de l'Associació Americana de Guionistes per demostrar els seus esforços caritatius a la Clínica Familiar Venice. El Premi Humanitari David Angell es presenta a un individu en la indústria de l'entreteniment que contribueix al benestar global mitjançant la seva donació de temps, experiència, o d'un altre tipus de suport per millorar la condició humana. Aquest premi és un recordatori anual del llegat de bondat i generositat de David Angell, i una celebració d'amics i col·legues de la indústria de l'entreteniment que comparteixen aquests dons.

## Treballs seleccionats
- Roseanne, 1990–1992, (guionista, co-productor executiu, productor supervisor)
- Frannie's Turn, 1992 (creador, guionista, productor executiu)
- Grace Under Fire, 1993–1998 (creador, guionista, co-productor executiu, productor supervisor)
- Cybill, 1995–1998 (creador, guionista, productor executiu)
- Dharma & Greg, 1997–2002 (creador, guionista, productor executiu)
- Two and a Half Men, 2003–2015 (creador, guionista, productor executiu)
- The Big Bang Theory, 2007–2018 (creador, guionista, productor executiu)
- Mike & Molly, 2010–actualitat (guionista, productor executiu)
- Mom, 2013–actualitat (creador, guionista, productor executiu)
- The Kominsky Method, 2018–actualitat (creador)

## Premis i nominacions

### Nominacions
- 2004: Primetime Emmy a la millor sèrie còmica per Two and a Half Men
- 2006: Primetime Emmy a la millor sèrie còmica per Two and a Half Men
- 2007: Primetime Emmy a la millor sèrie còmica per Two and a Half Men
- 2008: Primetime Emmy a la millor sèrie còmica per Two and a Half Men
- 2011: Primetime Emmy a la millor sèrie còmica per The Big Bang Theory
- 2012: Primetime Emmy a la millor sèrie còmica per The Big Bang Theory
- 2013: Primetime Emmy a la millor sèrie còmica per The Big Bang Theory
- 2014: Primetime Emmy a la millor sèrie còmica per The Big Bang Theory